# كوراي شانلي
كوراي شانلي (بالتركية: Koray Şanlı)‏ هو لاعب كرة قدم تركي في مركز الدفاع، ولد في 26 ديسمبر 1989 في مرسين في تركيا. شارك مع فريق تركيا الوطني لكرة القدم للشباب ومنتخب تركيا تحت 19 سنة لكرة القدم. أما مع النوادي، فقد لعب مع أضنة سبور ونادي بشكتاش ويني ملطية سبور.

## وصلات خارجية
- كوراي شانلي على موقع اتحاد تركيا (لاعب) (الإنجليزية)
- كوراي شانلي على موقع قاعدة بيانات كرة القدم.إي يو (الإنجليزية)
- كوراي شانلي على موقع Soccerway.com (الإنجليزية)
- كوراي شانلي على موقع عالم كرة القدم.نت (الإنجليزية)